# Grupo montañoso Parâng
El grupo montañoso Parâng (en húngaro: Páring-hegység) es un subgrupo de montañas en los Cárpatos del Sur. Recibe su nombre de la más alta de las montañas del grupo, los montes Parâng.

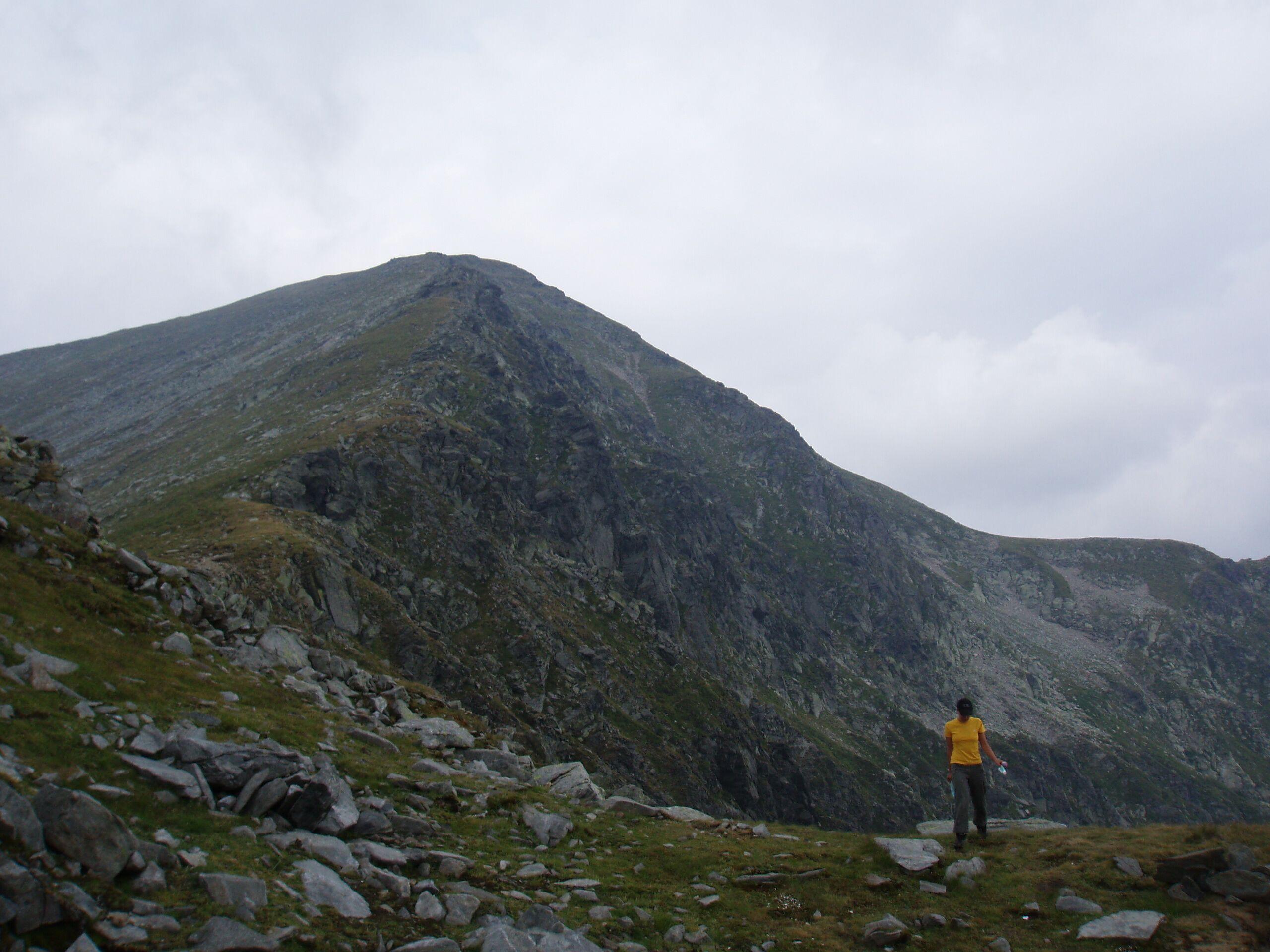
Mare de Parângu (2519 m)

## Límites
El grupo Parâng está limitado:
- en el este, por el río Olt
- en el oeste, por el río Jiu

## Montañas
- Montañas Parâng ( Munții Parâng )
- Montañas Şureanu ( Munții Șureanu / M. Sebeșului )
- Montañas Cindrel ( Munții Cindrel / M. Cibinului )
- Montañas Lotru ( Munții Lotrului ; literalmente: Montañas del Ladrón )
- Montañas Căpăţână ( Munții Căpățânii ; literalmente: Montañas de la Cabeza o Montañas de la Calavera )